# AudioPorn Records
AudioPorn Records je britské nezávislé hudební vydavatelství, které má sídlo v hrabství Essex. Vydává elektronickou hudbu, především drum and bass. Bylo založeno v roce 2007 producentem Shimonem Alcobym. AudioPorn Records objevilo skupinu Dirtyphonics, která vyhrála cenu „Best Newcomer Producer“ během Drum and Bass Arena v roce 2009. Mezi nejnovějších členy patří Xilent a Youthstar, kteří vyhráli v kategoriích „Best Newcomer Producent“ a „Best Newcomer MC“ během Drum and Bass Arena v roce 2011.
Mezi významné interprety patřících pod AudioPorn Records patří Xilent, High Maintenance, Mediks, Fourward, Dilemn, přičemž dříve patřily i interpreti Dirtyphonics, The New Team, Camo & Krooked, Hybrid Minds, Sparfunk, MC Tali, RAM Trilogy, PLAYMA, Disaszt a Moving Fusion.